# Myrmekokori

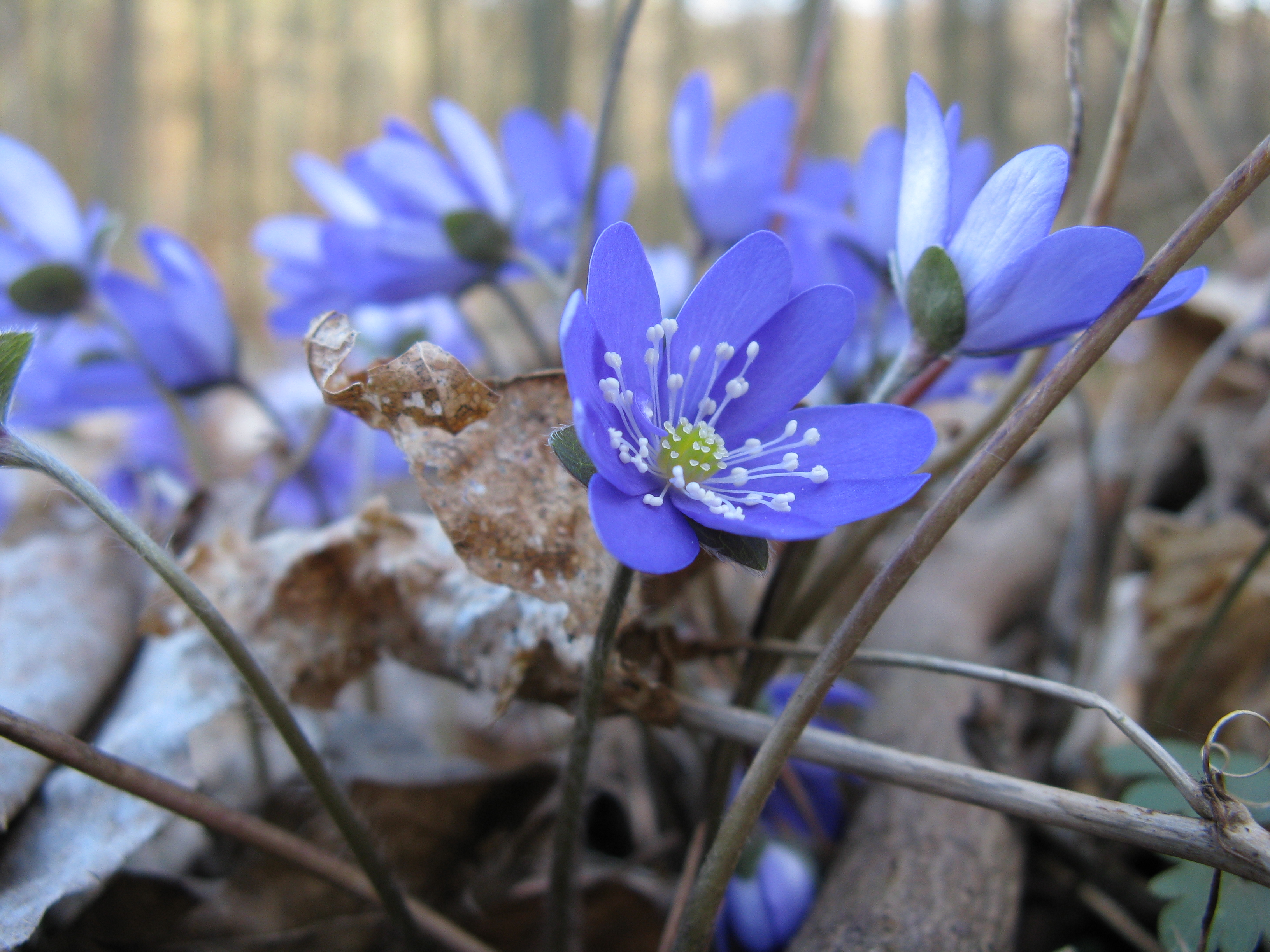
Blåsippa (Hepatica nobilis), en växt som sprider frön via myror.

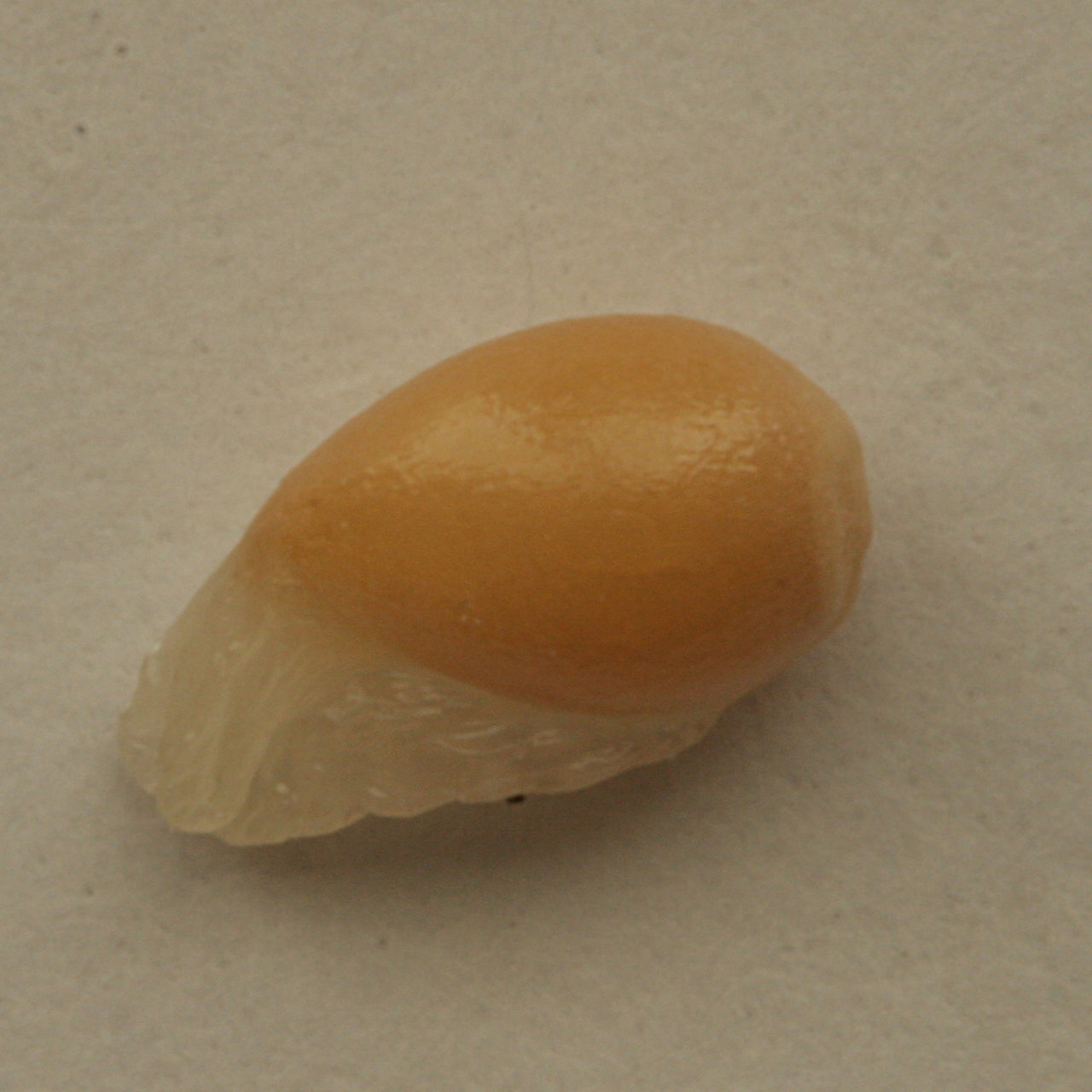
Ett frö av luktviol med elaiosom

Myrmekokori, även kallat myrmekofili, är fröspridning via myror. Spridning med hjälp av myror är en av de fem huvudtyperna av fröspridning som växter utvecklat. 3 000 växtarter har kända metoder att attrahera myror så att de hjälper till med fröspridningen. Totalt uppskattas minst 11 000 växtarter (4,5 %) och möjligen upp till 23 000 arter använda sig av myrmekokori. Dessa metoder har utvecklats i minst 100 enskilda grenar av växternas släktträd. Dessa växter finns representerade på alla jordens kontinenter utom Antarktis.
Fröet hos en myrmekokorisk växt har på utsidan en fettrik utväxt som kallas elaiosom. De myror som deltar i detta utbyte tar med sig fröet hem till kolonin och använder elaiosomen som mat till larverna. Själva fröet lämnas oskadat i boet eller strax utanför i små högar.